# جوزف آر. اکر
جوزف آر. اکر (انگلیسی: Joseph R. Ecker؛ زادهٔ) دانشمند اهل ایالات متحده  و از برندگان جایزه آکادمی ملی علوم است.